# Église Saint-Étienne de Villemus
Pour les articles homonymes, voir Église Saint-Étienne.
L'église Saint-Étienne, est une église de style roman située sur la commune de Villemus dans le département des Alpes-de-Haute-Provence en France.

## Histoire
L’église paroissiale Saint-Étienne, du XVIIe, conserve une influence romane dans sa construction, d’une manière imprécise. Sa nef ne possède aucune travée ; voûtée en berceau, elle aboutit à une abside en cul-de-four. Le bas-côté, voûté d’arêtes, est plus court que la nef. Les cloches sont logées dans une imposante tour. L’ensemble, sans style prononcé, est probablement issu de nombreuses campagnes de réfection et reconstructions, qui ont remployé des matériaux anciens. Elle est reliée au presbytère par un chemin aérien.
L'édifice est l'attraction principale de la cité de Villemus [2].